# محافظة نابلس (الأردن)
محافظة نابلس هي محافظة أردنية سابقة. ظهرت محافظة نابلس في التقسيم الإداري الأردني بعد ما عرف أردنيا وفلسطينيا باسم وحدة الضفتين عام 1950 م بينما لم تعترف بتلك الوحدة عالميا سوى المملكة المتحدة والباكستان والمملكة العراقية. كانت القدس تمثل إحدى المحافظات الثلاث التي في منطقة الضفة الغربية.
تكونت المحافظة من لواء نابلس والذي ضم قضاء طولكرم وقضاء قلقيلية وناحية سلفيت وناحية طوباس، كما ضمت لواء جنين والذي ضم قضاء يعبد. حُلت المحافظة بموجب قرار فك الارتباط الإداري والقانوني عام 1988.